# كأس صربيا 2008–09
كأس صربيا 2008–09 (بالصربية: Куп Србије у фудбалу 2008/09.)‏ هو موسم من كأس صربيا. فاز فيه نادي بارتيزان.